# 식단 (영양학)

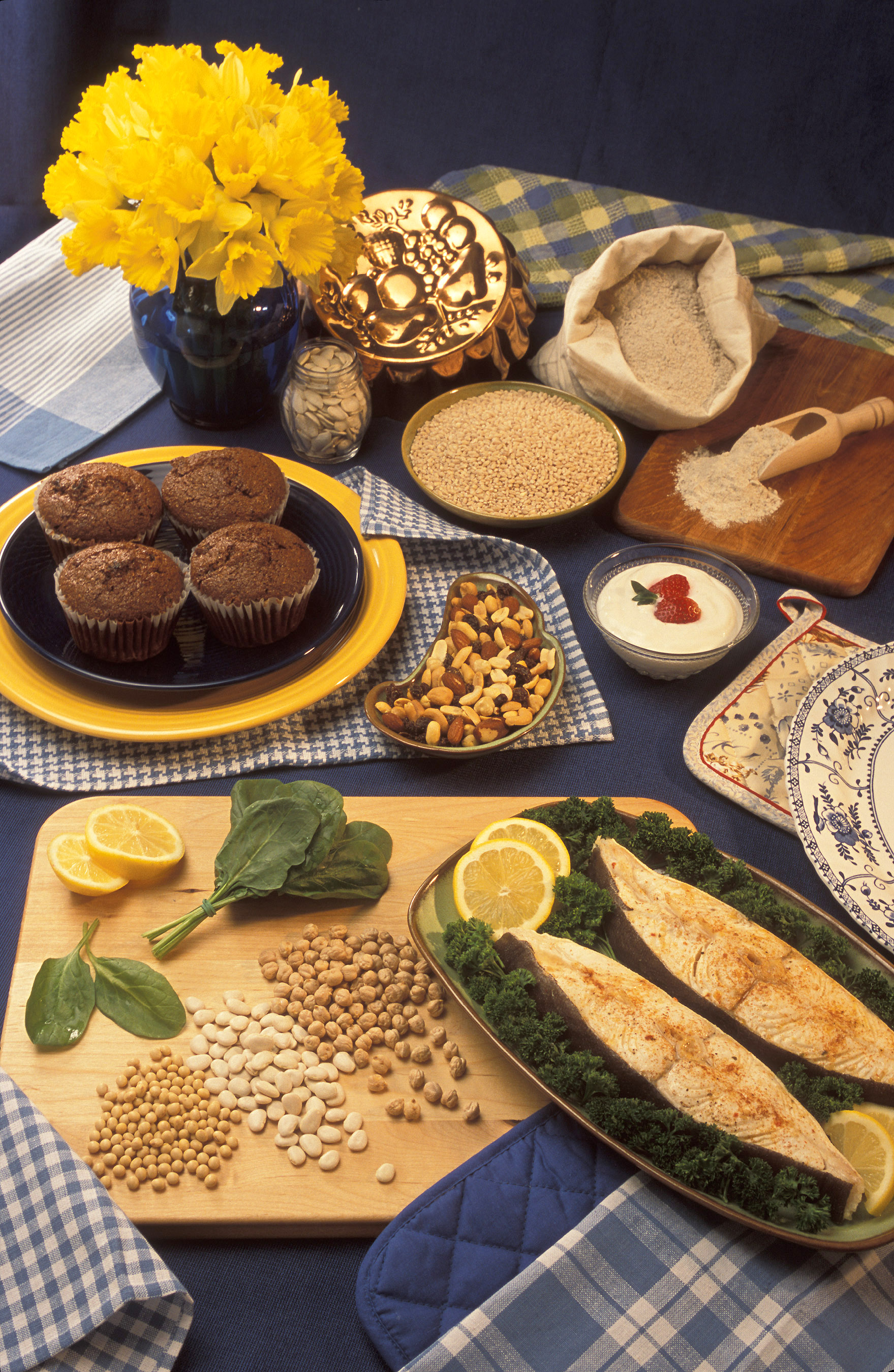

식단(diet)는 영양학에서 사람이나 다른 생물이 소비하는 음식의 합계이다. 식단의 영단어 'diet'라는 단어는 종종 건강이나 체중 관리를 위한 특정 영양 섭취의 사용을 의미한다(두 가지가 종종 연관되어 있음). 인간은 잡식 동물이지만 각 문화와 사람마다 음식을 선호하거나 금기 사항이 있다. 이는 개인적인 취향이나 윤리적인 이유 때문일 수 있다. 개인의 식단 선택은 다소 건강할 수 있다.
완전한 영양 섭취를 위해서는 비타민, 미네랄, 단백질의 필수 아미노산, 지방 함유 식품의 필수 지방산, 탄수화물, 단백질, 지방 형태의 음식 에너지를 섭취하고 흡수해야 한다. 식습관과 선택은 삶의 질, 건강 및 장수 (수명)에 중요한 역할을 한다.

## 같이 보기
- 제로식품